# 小島化学薬品
小島化学薬品株式会社（こじまかがくやくひん、英称:Kojima Chemicals Co.,Ltd.）は、埼玉県狭山市柏原に本社を置く貴金属を中心とした事業展開をしている企業である。

## 主力製品・事業
- 貴金属薬品
  - 金・銀・白金・パラジウムを原料とした工業用めっき原料、触媒原料、医薬品原料
- 貴金属めっき薬品
  - 電解金・銀めっき液、電解・無電解パラジウムめっき液、貴金属剥離剤
- 貴金属リサイクル

## 沿革
- 1909年 - 小島義忠商店として化学薬品の製造販売及び理化学機械の輸入を開始
- 1935年 - 小島化学株式会社を設立
- 1944年 - 企業整備令により小島化学株式会社ほか3社を合併して大東亜化学工業株式会社（現 関東化学株式会社）を設立。小島義忠が社長に就任
- 1961年 - 小島化学薬品株式会社を設立